# Botka László
Botka László István (Tiszaföldvár, 1973. február 21. –) magyar jogász, politikus, 1994–1998 és 2002–2014 között a Magyar Szocialista Párt országgyűlési képviselője, az MSZP korábbi választmányi elnöke. 2002 óta Szeged polgármestere. 2017. május 27-étől október 2-ig a Magyar Szocialista Párt miniszterelnök-jelöltje. A 2017-es Befolyás-barométer szerint ő Magyarország 46. legbefolyásosabb személye volt. 2019 október 28-án bejelentette, hogy kilépett az MSZP-ből és az Összefogás Szegedért Egyesület színeiben folytatja a politikai munkát.

## Tanulmányai
Általános és középiskolai tanulmányait Szolnokon végezte, 1991-ben érettségizett a Varga Katalin Gimnáziumban. 1991-től Szegeden, a József Attila Tudományegyetem Állam- és Jogtudományi Karán tanult, ahol 1997-ben tette le az államvizsgát, 2000-ben a szakvizsgát.

## Politikai pályafutása
1991-ben belépett az MSZP-be, 1992–1994 között az országos ifjúsági tagozat elnöke, az országos választmány tagja volt, 1992-től az MSZP szegedi elnökségének tagja és a Baloldali Ifjúsági Társulás szegedi szervezetének tiszteletbeli elnöke volt.
Az 1994. évi országgyűlési választásokon az MSZP Csongrád megyei területi listáján (13.) szerepelt, mandátumot a 3. számú szegedi választókörzetben szerzett. (Ugyanitt az 1998-as és a 2010-es választásokon nem választották meg, 2002-ben és 2006-ban azonban igen.) Az újonnan választott Országgyűlés legfiatalabb tagjaként az 1994. június 28-ai alakuló ülés korjegyzője volt. Kuriózum, hogy édesanyjával, Botka Lajosnéval együtt voltak egyidejűleg országgyűlési képviselők.
Az MSZP-frakcióban az ifjúsági és modernizációs munkacsoport tagja volt. Az IPU magyar csoportja tagjaként a magyar–brit, magyar–dán, magyar–holland, magyar–ír, magyar–román, magyar–USA baráti tagozatok munkájában vett részt, továbbá a magyar–finnugor tagozat elnöke, és a magyar–kanadai tagozat alelnöke volt. 2000-től az MSZP Csongrád megyei elnöke.
1998-2000 között a Csongrád Megyei Közgyűlés alelnöke.
2002-ben, 29 évesen, Szeged polgármesterévé választották. 2006-ban – bár a kormányon lévő MSZP fő ellenzéke, a Fidesz ekkor tarolt az önkormányzatokban – Botkát újraválasztották polgármesternek. 2006–2010 között Országgyűlésben az európai ügyek bizottságának volt a tagja.
A 2010-es országgyűlési választásokon regnáló polgármesterként egyéni körzetében Szegeden alulmaradt Bohács Zsolt fideszes jelölttel szemben, így pártja Csongrád megyei területi listájáról nyert mandátumot. A 2010 őszén tartott önkormányzati választáson – mintegy 7%-os fölénnyel kihívójához, a fideszes B. Nagy Lászlóhoz képest – újabb négy évre Szeged polgármesterévé választották.
A 2014-es önkormányzati választáson – mintegy 22 százalékpontos fölénnyel kihívójához, a fideszes Kothencz Jánoshoz képest – újabb öt évre Szeged polgármesterévé választották. Az új összeférhetetlenségi szabályok értelmében, győzelme miatt befejezte parlamenti pályafutását.
a 2016-os MSZP tisztújításán Hiller István váltotta Botka Lászlót az MSZP választmány elnöki választáson.
2017-ben az MSZP miniszterelnök-jelöltjének választották. 2017. október 2-án visszalépett a miniszterelnök-jelöltségtől, mivel véleménye szerint pártját kívülről és belülről fúró erők miatt nem sikerült elérni célját, hogy minden demokratikus ellenzéki erőt egy oldalra állítson.
A 2019-es önkormányzati választáson – mintegy 24 százalékpontos fölénnyel kihívójához, a Fidesz által támogatott független Nemesi Pálhoz képest – újabb öt évre Szeged polgármesterévé választották, immár függetlenként, az ellenzék támogatásával. A választás után úgy nyilatkozott, a miniszterelnök-jelöltség visszaadása óta pártjában nem vállalt tisztséget, „az MSZP-ből kivonultam, nem vagyok naprakész belőle, őszintén szólva nem is érdekel”. 2019. október 25-én az új szegedi közgyűlés megalakulásakor Botka nem ült be a szocialista frakcióba és bejelentette, hogy négy önkormányzati képviselővel együtt megalakították az Összefogás Szegedért Egyesület frakcióját. Október 28-án hivatalosan is kilépett a Magyar Szocialista Pártból. Az Index.hu portálnak nyilatkozva kifejtette: „Aki figyelemmel kísérte a mozgásomat, láthatta, hogy a döntést a kilépésről lelkileg már két éve meghoztam. Csak nem akartam tavaly és az idén a választási kampányok időszakában ezzel tematizálni a közbeszédet”.
A 2024-es önkormányzati választáson – továbbra is az Összefogás Szegedért színeiben – elsöprő győzelmet aratva újfent megvédte szegedi polgármesteri pozícióját, mintegy 44 százalékpontos fölénnyel a Fidesz által indított Fülöp László ellenében. A Botka által is képviselt egyesület egyúttal 2/3-os többséget szerzett a szegedi közgyűlésben.

## Magánélete

### Származása
Apai nagyapja iparoscsalád gyermeke, a két világháború között a Magyarországi Szociáldemokrata Párt tagja. Nagyanyja Csongrád megyei katolikus földbirtokoscsaládból származott. Édesapja, Botka Lajos László (1947) kémia-fizika szakos tanár a szolnoki Széchenyi István Gimnáziumban. Anyai nagyapja székely származású, a második világháború alatt menekült Magyarországra, Martfűn telepedett le. Nagyanyja tiszaföldvári katolikus földműves család leánya.

### Családja
Édesanyja, Botka Lajosné Lukács Julianna Mária (1949) kémia–fizika szakos tanár, 1985 és 2002 között a szolnoki Varga Katalin Gimnázium igazgatója; 1995-től Szolnok Megyei Jogú Város Közgyűlésének képviselője. 2002–2006 között az MSZP színeiben Szolnok város polgármestere és 2002–2010 között az MSZP országgyűlési képviselője volt.
Egy öccse van, Péter Lajos (1979).
1997 óta nős, felesége dr. Lugosi Andrea, a Szegedi Tudományegyetem orvosi kara tüdőgyógyászati tanszékének tüdőgyógyász-onkológus főorvosa. Három gyermekük van, Zsófia Erzsébet (2000), Veronika Julianna (2003) és Valéria (2008).